# Hagiara
Hagiara (arabe : الحجارة) est une oasis et une ville située au sud-ouest de la Libye.

## Géographie
Hagiara est située dans le Fezzan, à environ deux kilomètres à l'est-sud-est de Sebha. À environ soixante-dix kilomètres au sud d'Hagiara se trouve l'oasis de Ghadduwah.

## Climat
Hagiara possède un climat désertique chaud (classification de Köppen BWh). Au cours de l'année, il n'y a pratiquement aucune précipitation.